# Patrick O’Leary
Patrick O’Leary (ur. 13 września 1952 roku w Saginaw, Michigan) – amerykański pisarz science fiction i fantasy oraz autor tekstów i sloganów reklamowych. Ukończył Wayne State University ze stopniem licencjatu. W 1977 roku poślubił Claire Varieur. Ma dwóch synów.
W 2002 roku poemat O’Leary’ego Nobody Knows It But Me został wykorzystany w kampanii reklamowej Chevroleta Tahoe.

## Publikacje

### Powieści
- Drzwi numer trzy (Door Number Three, 1995)
- Dar (The Gift, 1998, nominacja do Nagrody World Fantasy)
- The Impossible Bird (2002)

### Zbiory opowiadań
- Other Voices, Other Doors (2001)
- The Black Heart (2009)

### Opowiadania
- 23 Skidoo (1997)
- Brand Equity (1998)
- The Second Window (2000)
- Bat Boy (2000)
- The Problem Phone (2000)
- We Are All Together (2000)
- The Maker of Miniatures (2000)
- Before & After (2000)
- Ding, Ding, Ding – A Christmas Story (2000)
- The Black Heart (2001)
- The Me After the Rock (2002)
- What Mattered Was Sleep (2002)
- The Bearing of Light (2002)
- The Dream of Vibo (2003)
- The Cane (2007)
- The Oldest Man on Earth (2008)
- That Laugh (2009)
- The Dreaming Bird (2009)
- The Verge of a Pucker (2009)
- Yo-Yo, Stradivarius & Me (2009)
- Catching a Dream (2009)
- The Whole Schmear (2009)
- The Wooden Leg (2009)
- The Witch's Hand (2009)
- The Flying Child (2009)
- Half the Bargain (2010)

### Poezja
- Invisible Geese: A Theory (2003)
- The Perfect City (2003)
- Ulysses Kingfisher (2010)

### Eseje
- Read This (The New York Review of Science Fiction, grudzień 1995)
- How I Wrote a Science Fiction (1997)
- Letter (NYRSF, sierpień 1997)
- Death & The Critic (1998)
- The Wizard of the Ineffable, or I Tried to Analyze Gene Wolfe and All I Got Was This Lousy T-Shirt (2000)
- Letter: Senior/Dorsey (NYRSF, kwiecień 2000)
- Introduction: A Cowboy Hospital Romance (2000)
- Author’s Introduction: The Bears in the Moat (2009)